# 藏合欢
藏合欢（学名：Albizia sherriffii）为豆科合欢属的植物。分布在中国大陆的西藏、云南等地，生长于海拔1,200米至1,800米的地区，多生长于密林中，目前尚未由人工引种栽培。